# ريغي بارلو
ريغي بارلو (بالإنجليزية: Reggie Barlow)‏ هو لاعب كرة قدم أمريكية أمريكي، ولد في 22 يناير 1973 في مونتغومري في الولايات المتحدة.

## وصلات خارجية
- ريغي بارلو على موقع مرجع كرة القدم المحترفة.كوم (الإنجليزية)